# Kastějevovo státní muzeum umění
Kastějevovo státní muzeum umění je galerie v kazašském městě Almaty. Bylo založeno v roce 1979 a je pojmenováno podle kazašského malíře Abilchana Kastějeva. S přibližně 22 tisíci uměleckých děl je jedním z největších uměleckých muzeí ve Střední Asii.
Muzeum se nachází v jihozápadní části města Almaty a jeho budova má tři podlaží. Sbírka zahrnuje exponáty z Kazachstánu, Ruska, Evropy a Asie. Sbírka ruského umění od 17. do 20. století zahrnuje 1200 obrazů, soch a dalších předmětů. Jsou zde zastoupeni známí umělci jako Kuzma Petrov-Vodkin, Pavel Filonov, Aristarch Lentulov nebo Pavel Korin.
Muzeum vzniklo 16. září 1976 na základě sbírek Kazašské umělecké galerie Tarasa Ševčenka a Republikového muzea užitého umění. Ve 30. letech 20. století byly do sbírky muzea předány některé obrazy z Treťjakovské galerie, Puškinova muzea a Ermitáže. V roce 1936 například muzeum dostalo obraz ruské malířky Olgy Vladimirovny Rosanové. V roce 1982 byla budova muzea zařazena do seznamu historických a kulturních památek národního významu v Kazachstánu. V lednu 1984 bylo muzeum přejmenováno na počest kazašského malíře Abilchana Kastějeva.